# La Peña, Colombia
La Peña är en ort i Colombia.   Den ligger i departementet Cundinamarca, i den centrala delen av landet, 70 km nordväst om huvudstaden Bogotá. La Peña ligger 1 254 meter över havet och antalet invånare är 1 667.
Terrängen runt La Peña är lite bergig. Runt La Peña är det ganska tätbefolkat, med 100 invånare per kvadratkilometer. Närmaste större samhälle är Caparrapí, 19,7 km nordväst om La Peña. I omgivningarna runt La Peña växer i huvudsak städsegrön lövskog.